# Juttadinteria simpsonii
Juttadinteria simpsonii är en isörtsväxtart som först beskrevs av Moritz Kurt Dinter, och fick sitt nu gällande namn av Schwant. Juttadinteria simpsonii ingår i släktet Juttadinteria och familjen isörtsväxter. Inga underarter finns listade i Catalogue of Life.